# الدب بادينغتون (مسلسل تلفزيوني)
الدب بادينغتون (بالإنجليزية: Paddington Bear)‏ هو مسلسل رسوم متحركة للأطفال أنتج في الفترة من 1989 إلى 1990، وهو ثاني مسلسل تلفزيوني مقتبس من سلسلة كتب الأطفال بعد مسلسل بادينغتون الذي أنتج في الفترة من 1976 إلى 1980. تم إنتاج العرض بواسطة شركة هانا-باربيرا بالتعاون مع شركة تلفزيون سنترال إندبندنت. في المسلسل، تمت إضافة شخصية صبي أمريكي يدعى ديفيد "ابن عم جوناثان وجودي براون الذي وصل إلى لندن في نفس اليوم الذي وصل فيه بادينغتون" إلى القصص. المسلسل، وهو جزء من عالم هانا باربيرا الرائع في عام 1989، استمر لمدة 13 حلقة.

## ملخص
يعيش الدب بادينغتون مع عائلة براون وابن عمهم الأمريكي ديفيد راسل. وتتعلق القصة أيضًا بمدبرة المنزل السيدة بيرد، ومالك متجر التحف السيد جروبر، وجارهم الشرير السيد كاري.

## البث
في المملكة المتحدة و الولايات المتحدة تبث على قناة نقابة البث و آي تي في في 1989، وكرتون نتورك في 1999.
وفي فرنسا تبث على كنال+ كيدز في عام 2007 وجولي في عام 2005 وتيجي وكرتون نتورك (فرنسا) وغيرها.
وفي الوطن العربي تبث على التلفزيون الجزائري وكنال ألجيري والجزائرية الثالثة في رمضان 2002، ويبث على دوزيم في 2004، ويبث على أجيال في 2010، ويبث على إم بي سي 3 في 2005، ويبث على طيور الجنة في 2008، ويبث على كرتون نتورك بالعربية في 2010.

## وسائل الاعلام المنزلية
في 4 أغسطس 2020، أصدرت شركة وارنر أرشيف سلسلة الدب بادينغتون: السلسلة الكاملة على أقراص DVD في الولايات المتحدة لأول مرة.

## وصلات خارجية
- الدب بادينغتون على موقع IMDb (الإنجليزية)
- الدب بادينغتون على موقع كينوبويسك (الروسية)
- الدب بادينغتون على موقع قاعدة بيانات الفيلم (الإنجليزية)